# Њу Орлеанс сејнтси
Њу Орлеанс сејнтси (енгл. New Orleans Saints) су професионални тим америчког фудбала са седиштем у Њу Орлеансу у Луизијани. Утакмице као домаћин клуб игра на стадиону Луизијана супердом. Наступа у НФЦ-у у дивизији Југ. Клуб је основан 1967. и до сада није мењао назив.
„Сејнтси“ у својој историји нису били шампиони НФЛ-а. Маскоте клуба су бернардинац „Гамбо“ и светац „Сер Сејнт“.